# Випадкова смерть та інвалідність: знехтуване захворювання сучасного суспільства
Випадкова смерть та інвалідність: знехтуване захворювання сучасного суспільства (англ. Accidental Death and Disability: The Neglected Disease of Modern Society) — впливовий звіт опублікований у 1966 Національною академією наук США і вважається орієнтиром у розвитку системи екстреної медичної допомоги в США, також відомий як «Біла книга».
Комітети з травми та шоку, Національної академії наук США, підрозділи з федеральним фінансуванням, опублікували доповідь про свої дослідження, у якій, зокрема, зробили висновок, що і громадськість, і уряд  «нечутливі до величини проблеми випадкової смерті та травми» у США. Відповідно до неї стандарти, за якими працювали служби екстреної медичної допомоги, були різними і «часто низькими»; і що  «більшість машин швидкої допомоги, що використовуються в цій країні, непридатні, мають неповне … обладнання, неадекватні запаси, а також обслуговуються недосвідченими працівниками».
Доповідь призвела до розробки та впровадження перших служб швидкої медичної допомоги та персоналу, вимоги до яких визначались на федеральному рівні. Реформи, започатковані виданням цієї «Білої книги», сприяли наданню тренованими парамедиками та екстреними медичними техніками більш якісної допомоги як на місці, так під час транспортування.